# 上野比呂企
上野 比呂企（うえの ひろき、1987年12月21日 - ）は、東日本放送 (khb) のアナウンサー。

## 来歴・人物
栃木県芳賀郡二宮町（現在の真岡市）出身。血液型はAB型。特技はフィリピン語、女性歌手の歌を原曲キーで歌えること。
大学時代、友人だった東出昌大（出発時は21歳で、23歳で俳優に挑戦する前のモデル専業時代。直前に父を亡くしていた。）と、自分の友人（東出にとっては成田空港で初対面だった）との合計3人で南米を回り、自分にとっての卒業旅行をした。2023年現在でも東出の舞台を見に行くなど交流がある。また、この旅の思い出の地であるウユニ塩湖を東出はabemaの長期ロケで2024年に15年ぶりに再訪している。
東京外国語大学卒業後、都内の大手商社で海外営業を担当していたが、就職活動時に商社と同様に志望していたアナウンサーに挑戦したくなり、2012年9月に青森放送に入社した。
東京アナウンスセミナーの出身者（11期生）。大学卒業後、関西アナウンススクールにも通っていたことがある。
2018年3月31日の『麻生しおりの土曜はキュン』にて、人事異動のため3月末でアナウンス部を離れ、新規立ち上げ部署（コンテンツ開発室）へ異動になると発表した。
2018年10月より東日本放送に移籍。
2019年放送開始の同局の報道番組『チャージ!』のニュースキャスターを務め、2020年3月30日よりメインキャスター。

## 担当・出演番組
太字は出演中

### 東日本放送
- スーパーJチャンネルみやぎ（不定期、松本龍のリリーフ）
- 夕方LIVE!キニナル（リポーター）
- チャージ!（メインキャスター、月曜 - 木曜担当） - 番組開始当初から2020年3月まではニュースキャスター[1]。
- 突撃!ナマイキTV（ナレーション）
- もえスポ（ナレーション）
- 目指せ!頂点（ナレーション）
- KHBニュース

### 青森放送
テレビ
- 月曜情報便（ - 2018年3月26日）
- 東奥日報ニュース（木曜・日曜昼担当）
- RABニュースレーダー（不定期、菅原厚のリリーフ）
- スポーツ中継実況（青森県民駅伝、春高バレー県大会女子決勝、RAB杯アイスホッケー、GIANTS杯、まさかりレガッタ）※高校サッカー以外すべて担当
- スポーツ中継リポート（高校サッカー、春高バレー、RAB杯アイスホッケー、少年サッカー、Bリーグ）

ラジオ
- あおもりTODAY（木曜ラジオカーリポーター）
- 東奥日報ニュース
- 海の気象ニュース
- RABニュースレーダー（不定期）
- RAB SPORTS WAVE（2014年10月4日 - 2018年3月31日）
- Music Journey
- 朝ワイ!ダッシュ（金曜担当、2016年4月8日 - 2018年3月30日）
- 麻生しおりの土曜はキュン（2016年4月2日 - 2018年3月31日）